# Une Américaine à Paris - 1re partie
Une Américaine à Paris - 1re partie est le dix-neuvième épisode de la sixième saison de la série télévisée Sex and the City.

## Synopsis
Carrie est en train de faire ses bagages pour aller rejoindre Alexander à Paris…
Elle écoute ses messages. Miranda lui donne rendez-vous pour qu'elle et les filles dînent une dernière fois ensemble avant son départ définitif pour Paris. Et elle a un second message de Big lui demandant de le contacter. Mais elle efface de nouveau son message…
Mais quand elle sort de chez elle pour rejoindre les filles au restaurant, Big attend dans sa voiture. Il la force presque à monter dans sa voiture. Il veut s'excuser de son comportement (quand il s'est fait opérer et qu'il est parti comme un voleur) mais elle dit qu'elle ne lui en veut pas, que c'est oublié. Puis, quand il veut l'inviter à dîner et qu'elle refuse, elle dit qu'elle part définitivement pour Paris car elle va retrouver l'homme qu'elle aime. Elle sort de la voiture, mais Big la suit…